# Catagramma biedermanni
Catagramma biedermanni är en fjärilsart som beskrevs av Krüger 1929. Catagramma biedermanni ingår i släktet Catagramma och familjen praktfjärilar. Inga underarter finns listade i Catalogue of Life.